# Reakcje społeczne na film Innocence of Muslims
Informacje na temat amerykańskiego filmu Innocence of Muslims, przedstawianego w mediach jako obraźliwy dla wyznawców islamu, wywołały silne reakcje w krajach zamieszkanych przez muzułmanów. Antyamerykańskie protesty rozpoczęły się 11 września 2012 w Kairze (Egipt) i Bengazi (Libia), po czym rozprzestrzeniły się na inne kraje. Ambasady krajów zachodnich, zwłaszcza amerykańskie, były atakowane, a demonstranci wyrażali oburzenie z powodu produkcji.
Z powodu publikacji fragmentów filmu w internecie w Egipcie, Libii, Afganistanie, Pakistanie oraz Indonezji zablokowano dostęp do serwisu YouTube. Administracja Stanów Zjednoczonych poprosiła pracowników YouTube o weryfikację publikacji filmu pod kątem zgodności z regulaminem serwisu, a ci odpowiedzieli, że film nie łamie wytycznych, gdyż krytykuje islam, ale nie został wymierzony w muzułmanów.
Komentatorzy wskazywali jednak, że antyamerykańskie nastroje zapoczątkowane w Afryce Północnej ujawniły się w wyniku rosnącej roli islamistów i dżihadystów, którzy w mniejszym bądź większym stopniu zaistnieli na szczeblach władzy w krajach, w których rozgrywała się arabska wiosna. Sama ekranizacja filmu Innocence of Muslims z arabskim tłumaczeniem miała być tylko pretekstem do rozpoczęcia masowych protestów, które rozlały się na cały świat arabski.
Warto odnotować, że najgwałtowniejszy przebieg protestów miał miejsce w krajach po transformacji Arabskiej Wiosny, jak Egipt, Libia, Jemen, Tunezja. Z kolei w krajach, w których władza zwalczała islamistyczne ruchy, jak Jordania, Maroko, Algieria czy Arabia Saudyjska, kraj ultrakonserwatywny, szczególnie wyczulony na wszelkie kwestie obrażania islamu, nie doszło do wielkich protestów.
Na fali Arabskiej Wiosny w Libii, Jemenie czy Syrii umocniła się Al-Ka’ida i w związku z tym zwrócono uwagę, iż islamiści z tego ugrupowania mieli wpływ na wybuch protestów, a ich rozprzestrzenienie się na świat arabskich było swoistą reklamą do wzmocnienia procesów radykalizacji ideologicznej i religijnej kolejnych środowisk w wielu państwach muzułmańskich. Należy podkreślić, iż demonstranci w krajach porewolucyjnych wymachiwali czarnymi islamskimi flagami, używanymi przez Al-Kaidę i skandowali jej zbiorcze hasła. 18 września 2012 Al-Ka’ida Islamskiego Maghrebu zagroziła atakami na amerykańskich dyplomatów w Algierii, Tunezji, Maroku i Mauretanii. Ponadto wezwała muzułmanów, by palili flagi amerykańskie i zabijali pracowników ambasad.

## Protesty

### Egipt
Protesty w Kairze zorganizował Wesam Abdel-Wareth, lider salaficki, który na 11 września 2012 o godz. 17:00 zwołał protest pod ambasadą amerykańską z powodu emisji w telewizji Al-Nas dwuminutowego fragmentu filmu Innocence of Muslims, co miało miejsce 8 września 2012. Na wezwanie odpowiedziało 2 tys. salafitów i ultrasów. Tłum ludzi wymachiwał czarnymi islamskimi flagami z szahadą: „Nie ma Boga nad Allaha, a Mahomet jest jego prorokiem”. Demonstranci domagali się zakończenia emisji tego filmu. Ambasadę amerykańską chroniła egipska policja, jednak kilkudziesięciu demonstrantów sforsowało mur otaczający amerykańską placówkę dyplomatyczną i wdarło się na dziedziniec. Ściągnęli flagę USA i zastąpili ją czarną flagą. Do protestów nawoływało także Bractwo Muzułmańskie, z którego wywodził się prezydent Muhammad Mursi.
Po wystąpieniach w Egipcie amerykańska administracja wstrzymała negocjacje nad proponowaną pomocą w wysokości 1 mld dolarów na spłatę zadłużenia Egiptu wobec USA, które sięgało 3 mld dolarów. Egipt jako główny amerykański sojusznik w świecie arabskim dostawał rocznie 2 mld dolarów pomocy, z czego połowa stanowiła pomoc wojskowa. Po egipskiej rewolucji władze przejęło Bractwo Muzułmańskie, mimo to Waszyngton nadal współpracował w Kairem.

### Libia

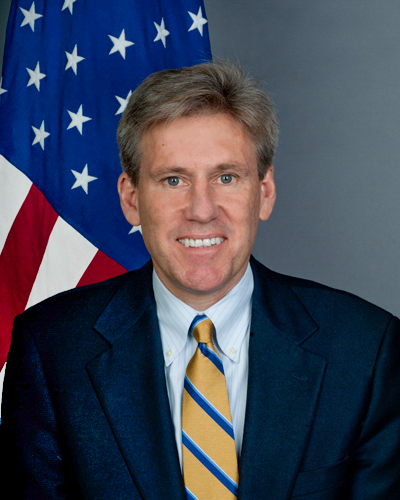
Ambasador Christopher Stevens zabity w ataku

11 września 2012 podobnie jak w Kairze, przed amerykańską ambasadą w Bengazi miała miejsce antyamerykańska demonstracja. O godz. 22:00 rozpoczął się czterogodzinny atak na amerykański konsulat w Bengazi. W stronę konsulatu strzelano z pocisków moździerzowych i granatników przeciwpancernych RPG. Wystrzelony przez napastników pocisk z granatnika spowodował zapalenie się budynku. Następnie bojówkarze ostrzelali budynek z ciężkiej broni. Przed konsulatem doszło do starć między uzbrojonymi napastnikami a libijskimi siłami bezpieczeństwa, odpowiedzialnych za ochronę konsulatu, jednak wycofali się oni do kilku przygotowanych stanowisk obronnych, zbudowanych głównie z worków z piaskiem. Po chwili do kryjówki wpadł granat rzucony przez napastników, jednak nie eksplodował, mimo tego spowodowało to utratę kolejnej pozycji przez Libijczyków. Wspięli się oni na dach budynku i zaczęli ostrzeliwać napastników oraz wezwali przez radio posiłki. Na dach wspięło się także dwóch amerykańskich ochroniarzy. Tymczasem budynek konsulatu płonął, a w kłębach dymu znaleziono ciało dyplomaty Seana Smitha, który zmarł w wyniku zaczadzenia.
Po godzinie od rozpoczęcia ataku próbowano opanować sytuację i zająć główny budynek konsulatu, aby móc ponownie poszukać ambasadora. Nie udało im się jednak i zapadła decyzja o ewakuacji. Około 23:30 przez bramę placówki wyjechał opancerzony samochód ambasadora. W jego kierunku rzucono granaty przeciwpancerne, ale nie trafiły i wybiły dziury w murze konsulatu. 12 września 2012 o 1:30 na lotnisku w Benzgazi wylądowało ośmiu amerykańskich komandosów ściągniętych z Trypolisu. W czasie próby odsieczy komandosów i libijskich służb porządkowych wystrzelono trzy pociski moździerzowe z których dwa trafiły w konsulat. Pociski te zabiły na miejscu dwóch członków amerykańskich sił specjalnych Navy SEALS – Glena Doherty’ego i Tyrone’a Woodsa, a jeden komandos został ciężko ranny. O godz. 2:00 opanowano sytuację pod siedzibą placówki dyplomatycznej. Na miejscu jednak nie znaleziono ciała ambasadora Christophera Stevensa, które wcześniej zostało zaniesione do szpitala przez cywilów, którzy wcześniej brali udział w demonstracji, a po wycofaniu się islamistów weszli na teren placówki. Stevens stracił przytomność wskutek zatrucia dymem, co zakończyło się zgonem potwierdzonym przez libijskiego lekarza.
Ataku w Bengazi nie można wiązać jedynie z antyamerykańskimi nastrojami wywołanymi emisją filmu. Przeprowadzony atak był precyzyjny i wcześniej zaplanowany, a ekstremiści wykorzystali tylko demonstracje oburzonego tłumu. Świadczy o tym, że w ataku zginęli doświadczeni żołnierze Navy SEALs. Za atakiem stali fundamentaliści z ugrupowania Ansar asz-Szari’a powiązani z Al-Ka’idą, który wybrali ambasadę w Bengazi jak cel ataku w 11. rocznicą zamachów w Stanach Zjednoczonych. Zidentyfikowano ich po ubiorze i symbolach, których używali w czasie ataku. Ponadto lider Al-Ka’idy Ajman az-Zawahiri, na krótko przed atakiem odgrażał się odwetem za śmierć postaci nr 2. w Al-Kaidzie – stratega Abu Jahji al-Libiego, zabitego w czerwcu 2012 nalocie amerykańskiego drona w Pakistanie. Zresztą 15 września 2012 Al-Kaida Półwyspu Arabskiego przyznała, że atak na konsulat był zemstą za śmierć al-Libiego.
Z kolei libijski wiceminister spraw zagranicznych Libii Wanis al-Szarif zasugerował, że za atakiem stali zwolennicy obalonego podczas wojny domowej w 2011 dyktatora Muammara al-Kaddafiego i że była to zemsta za ekstradycję z Mauretanii do Libii byłego szefa wywiadu Kadafiego, Abdullaha al-Senussiego, co wydarzyło się 5 września 2012.
Przewodniczący Zgromadzenia Narodowego Libii Mohammed Megarjef przeprosił USA za atak. „Przepraszamy Stany Zjednoczone, naród i cały świat za to, co się stało”. Atak nazwał aktem „tchórzostwa” i zapowiedział, że sprawcy zostaną pociągnięci do odpowiedzialności. Atak w Bengazi potępił Sekretarz generalny NATO Anders Fogh Rasmussen oraz szefowa unijnej dyplomacji Catherine Ashton i szef Parlamentu Europejskiego Martin Schulz.
Prezydent Stanów Zjednoczonych Barack Obama ostro potępił atak na amerykańską ambasadę. Zarządził wzmocnienie środków bezpieczeństwa w placówkach dyplomatycznych USA na całym świecie i zaznaczył, że Stany Zjednoczone będą współpracować z rządem Libii, by postawić przed sądem sprawców ataku. Zabitego ambasadora Chrisa Stevensa prezydent nazwał „dzielnym i wzorowym przedstawicielem Stanów Zjednoczonych”. Sekretarz stanu USA Hillary Clinton określiła atak w Bengazi „bestialskim i brutalnym” i wyraziła „głęboki smutek” z powodu ofiar. Clinton podkreśliła, że Amerykanie, którzy zginęli, byli „zaangażowani w udzielanie pomocy narodowi libijskiemu w osiągnięciu lepszej przyszłości”.
Po ataku w Bengazi, do Libii wysłano 50 żołnierzy piechoty morskiej USA, którzy mieli wzmocnić ochronę amerykańskich placówek dyplomatycznych oraz wysłano w libijską przestrzeń powietrzną samoloty bezzałogowe by zbierać dane wywiadowcze o obozach islamistów oraz wytropić odpowiedzialnych za szturm na ambasadę.

### Jemen
Protesty w stolicy Jemenu Sanie, rozpoczęły się 13 września 2012, kiedy to Abdul Majeed al-Zindani, duchowny i były mentor Usamy ibn Ladina wezwał do protestów na wzór egipskich i libijskich. Godzinę po wezwaniu setki demonstrantów atakowało amerykańską ambasadę, którzy rozbili okna w pomieszczeniach ochrony na zewnątrz budynku ambasady, a następnie wtargnęli przez główną bramę. Tłum podpalił zaparkowane tam samochody dyplomatyczne. Ponad kompleksem budynków ambasady unosił się dym. Usunięto amerykańską flagę, która zastąpioną czarną islamską. Policja strzelała w powietrze i użyła armatek wodnych. W zamieszkach zginęło dwóch manifestantów, a 15 zostało rannych.
Prezydent Jemenu Abd Rabbuh Mansur Hadi przeprosił Baracka Obamę za atak. Zapowiedział przeprowadzenie śledztwa w celu wykrycia sprawców, a odpowiedzialni zostaną postawieni przed sądem. Jego zdaniem atak był częścią spisku mającego na celu zakłócenie bliskich stosunków Jemenu z Waszyngtonem.

### Sudan
Także 14 września 2012 wybuchły zamieszki w Chartumie przeciwko filmowi obrażającemu islam. Na początku zaatakowano ambasady Wielkiej Brytanii i Niemiec, którą spalono. Ponadto protestujący podpalili śmietniki, samochód zaparkowany na terenie ambasady, a na dachu budynku niemiecką flagę zastąpioną czarną flagą islamską. Następnie demonstranci skierowali się ku ambasadzie amerykańskiej. Drogę do ambasady blokowała policja, która starła się z 10 tys. tłumem. Policja wycofała się po godzinie walk z ogarniętego zamieszkami obszaru, gdy jeden z demonstrantów, Sudańczyk, zginął pod kołami policyjnego pojazdu. Następnie przypuszczono szturm na ambasadę. Wystawiono na niej czarną flagę. Kilkanaście osób próbowało wspinać się po zewnętrznych ścianach budynków, jednak dostępu do nich bronili ochroniarze oddający z dachów strzały ostrzegawcze. Po dwóch godzinach podano, że z terenu placówki wyparto wszystkich agresorów.

### Pakistan
Wielkie demonstracje 14 września 2012 miały miejsce w Pakistanie. Manifestanci wyrazili swoje oburzenie pod ambasadą w Islamabadzie. Do wystąpień doszło także w Lahaur. Palono amerykańskie flagi, skandowano antyamerykańskie i izraelskie hasła oraz domagano się egzekucji twórcy filmu. 19 września 2012 władze Pakistanu ustanowiły nowe święto narodowe na cześć proroka Mahometa. 21 września 2012 do rozruchów doszło w Peszawarrze oraz Rawalpindi. W pierwszym z tych miast grupa 250 manifestantów splądrowała i podpaliła dwa kina. Interweniowała policja, zginęła jedna osoba, co najmniej 15 osób zostało rannych. W głównych miastach Pakistanu od godziny 7 do 18 czasu lokalnego zablokowano również sieci komórkowe, a w internecie zablokowano dostęp do YouTube.
22 września 2012 pakistański minister ds. kolei Ghulam Ahmed Bilour nawoływał do zabicia reżysera filmu Nakoulamy Basseleya Nakouli i zaoferował za jego głowę 100 tys. dolarów. Wezwał także talibów i bojowników Al-Ka’idy z którymi Islamabad toczył wojnę do zaangażowania się w zabójstwo autora filmu. Sam powiedział, że jeśli miałby taką okazję to popełnił by morderstwo. Od wypowiedzi ministra zdystansował się premier Raja Pervez Ashraf.

### Inne kraje
13 września 2012 szyicki duchowny Muktada as-Sadr, walczący z wojskami amerykańskimi, podczas ich obecności w Iraku, nawoływał wiernych do uczestniczenia w antyamerykańskiej manifestacji, którą zorganizowano w Basrze oraz Bagdadzie. Demonstranci skandowali „Śmierć Ameryce” oraz domagali się od władz wydalenia dyplomatów. Protesty odbyły się także w Nadżafie, Al-Hilli i Samarrze, gdzie duchowni nawoływali, by bojkotować amerykańskie towary.
Zamieszki rozprzestrzeniły się na Liban 14 września 2012. Demonstranci w Trypolisie atakowali sieć amerykańskich fast foodów i sklepów spożywczych w centrum handlowym, w tym KFC, Hardee, a Krispy Kreme. Jedna osoba zginęła w pożarze. Muzułmanie protestowali także przeciwko odbywającej się wówczas wizycie papieża Benedykta XVI. W czasie ataku na rządowy budynek zginął jeden islamista.
W Tunisie 14 września 2012 protestujący weszli na teren amerykańskiej ambasady. Podpalono także amerykańską szkołę w tunezyjskiej stolicy. Policja użyła gazu łzawiącego i oddała strzały ostrzegawcze. W zamieszkach zginęły trzy osoby, a 28 odniosło obrażenia. Tego samego dnia demonstranci zaatakowali amerykański konsulat w indyjskim Ćennaj. Manifestanci obrzucili budynek kamieniami i butami. Policja rozproszyła tłum, powodując drobne obrażenia u 25 demonstrantów. W stolicy Bangladeszu – Dhace, ok. 10 tysięcy manifestantów próbowało podejść pod ambasadę amerykańską. Policja użyła działek wodnych, by ich powstrzymać.
14 września 2012 talibowie przypuścili atak na bazę wojskową Camp Bastion w afgańskiej prowincji Helmand. Przebywał tam na służbie książę Harry, który był celem ataku. Atak powiązano z emisją antyislamskiego filmu. Zginęło dwóch amerykańskich żołnierzy i 18 rebeliantów. Ponadto w Afganistanie odbyła się manifestacja w Dżalalabadzie.

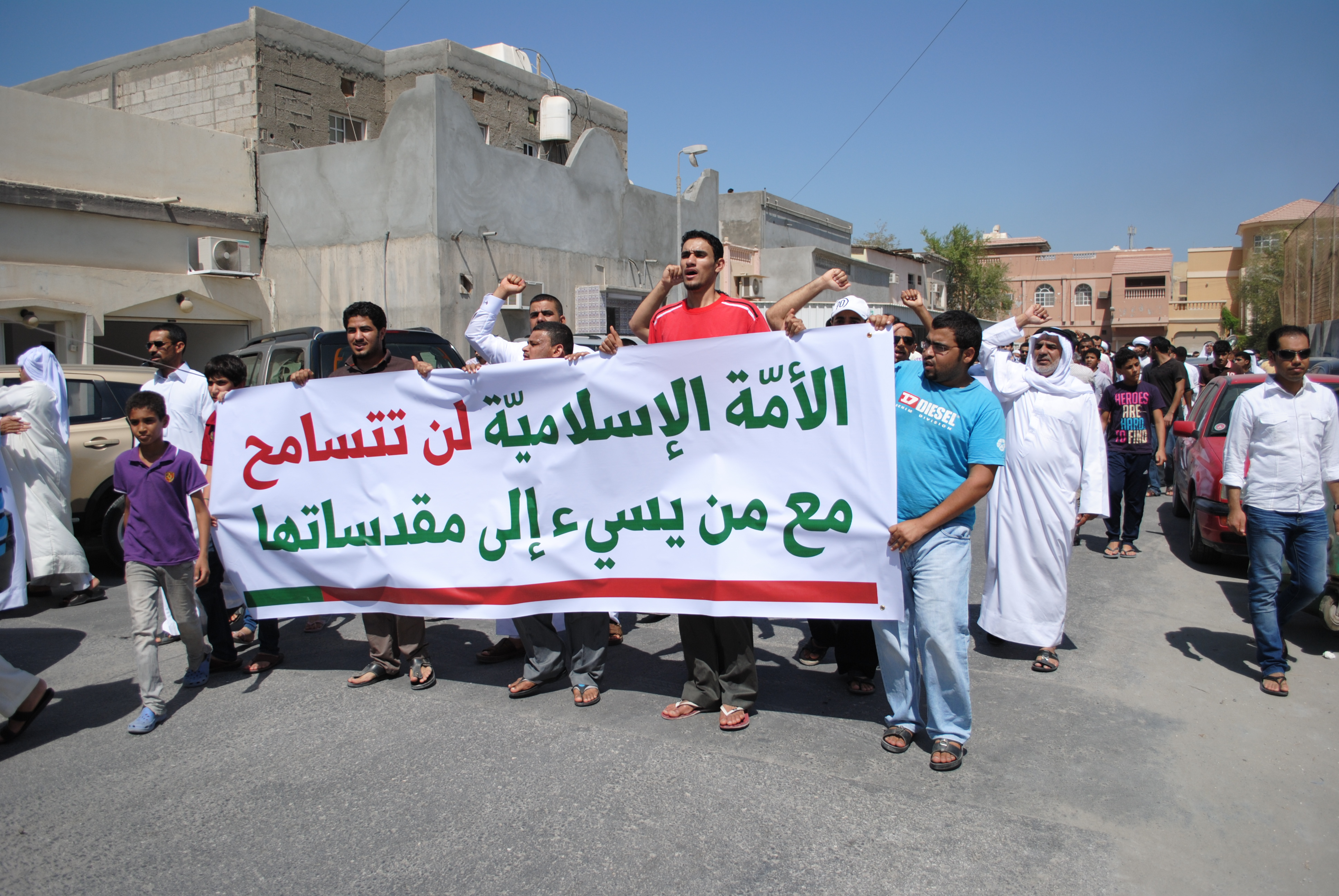
Mężczyźni protestujący przeciw filmowi w Bahrajnie

Ponadto manifestacje pod amerykańskimi ambasadami odbyły się na Sri Lance, Malediwach, Filipinach oraz w Jordanii, Kuwejcie, Bahrajnie, Katarrze, Turcji, Maroku, Somalii, Indonezji, Malezji, Mauretanii, Izraelu, gdzie grupa 50 członków Islamskiego Ruchu w Izraelu zebrała się pod ambasadą w Tel Awiw-Jafa. Ponadto protesty trwały w Strefie Gazy i na Zachodnim Brzegu Jordanu. 200 osób zebrało się pod opuszczoną z powodu tamtejszej wojny domowej amerykańską ambasadą w Damaszku w Syrii. Z kolei w nigeryjskim mieście Dżos, młodzi muzułmanie wyszli na ulice w koszulkach z napisami: „Do diabła z Ameryką, Do diabła z Izraelem”. Skandowali antyamerykańskie hasła i domagali się aresztowania twórcy filmu. Do protestujących żołnierze otworzyli ogień, jednak nie jest znany bilans ofiar.
15 września 2012 doszło do protestu 500 islamistów przed amerykańską ambasadą w Sydney. Demonstranci skandowali: „Ściąć wszystkich, którzy obrażają proroka”, używali sloganów terrorystycznych i wdali się w przepychanki z policją, która użyła gazu pieprzowego. Sześciu policjantów i kilku protestujących zostało rannych, zniszczone zostały także dwa pojazdy policyjne. Wiece muzułmanów pod amerykańskimi ambasadami miały miejsce również w europejskich krajach: Wielkiej Brytanii, Francji i Holandii.